# ويليام جي. كلاين
ويليام جي. كلاين (بالإنجليزية: William G. Kline)‏ هو منافس ألعاب قوى أمريكي، ولد في 21 يونيو 1882 في سالم في الولايات المتحدة، وتوفي في عقد 1940.

## وصلات خارجية
- ويليام جي. كلاين على موقع كلية كرة السلة في سبورتس رفرنس.كوم (الإنجليزية)